# غابة كيمبوزا

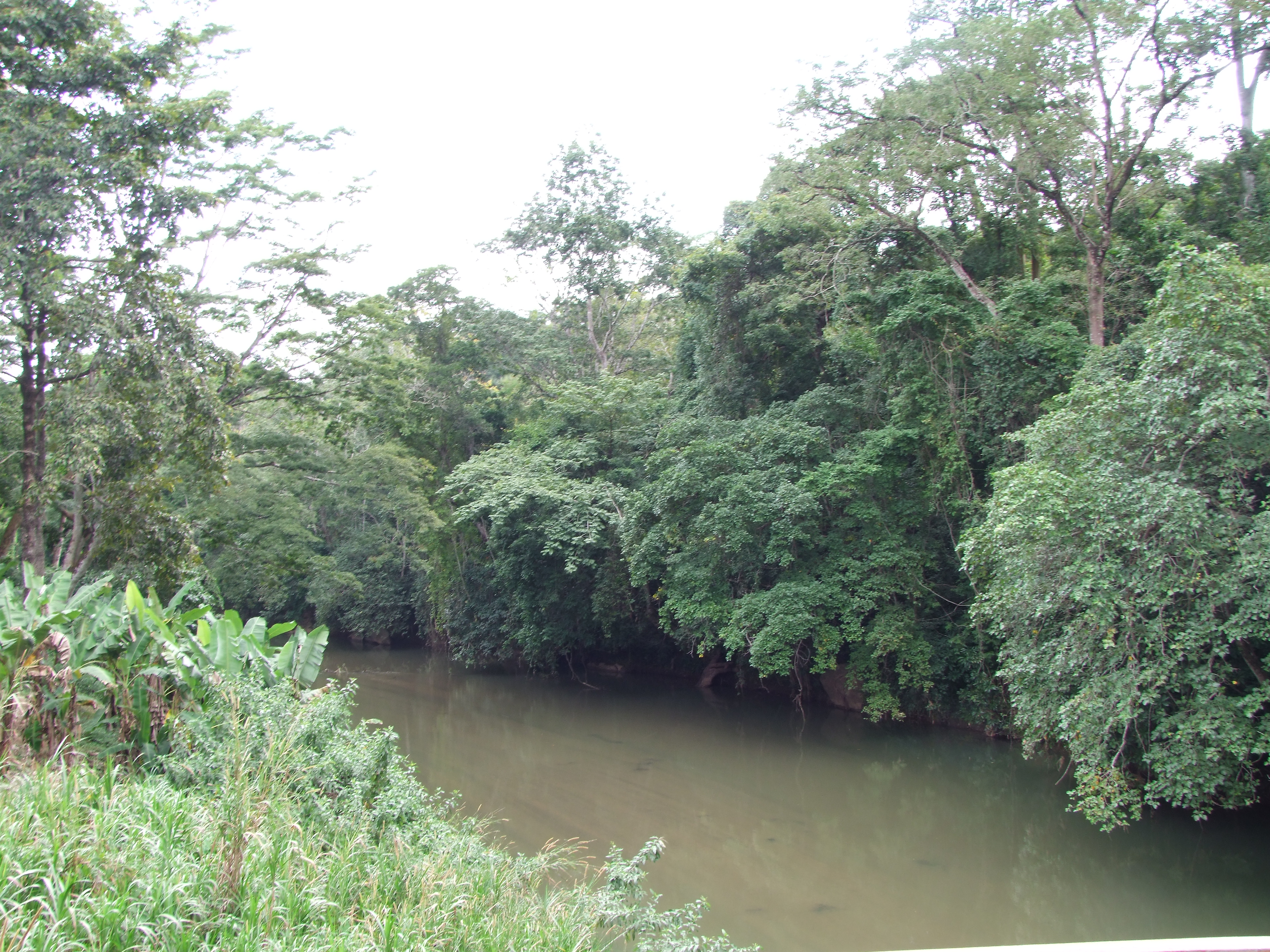
نهر روفو في محمية غابة كيمبوزا

غابة كيمبوزا هي غابة منخفضة في تنزانيا، تقع عند سفوح جبال أولوغورو. يعبر نهر روفو الكبير المحمية وتمتد الغابة إلى أعلى التلال القريبة. تتخللها نتوءات صخرية ضخمة ولها عدة تيارات صغيرة دائمة.
خلال القرن العشرين تم استنفاد كيمبوزا بسبب إزالة الغابات وقطع الأشجار التجارية. على مدى العقدين الماضيين تأثرت الغابة مرارًا وتكرارًا بالحرائق الكبيرة التي انتشرت من الأرض المحيطة نتيجة القطع والحرق. لعب السكان المحليون دورًا في الحفاظ على الغابة على الرغم من القضايا المتعلقة بحقوق الأرض. شاركت المجتمعات المحلية ووكالة الغابات التنزانية في برنامج مشترك لإدارة الغابات. بسبب النقص الحاد في الموارد تم تحقيق نجاحات محدودة.
تحظى المنطقة باهتمام خاص بالحفظ نظرًا لتنوعها البيولوجي الاستثنائي، بما في ذلك العديد من النباتات والحيوانات المتوطنة. يتم استخدام العديد من أنواع النباتات البرية الطبية من قبل السكان المحليين حول محمية غابة كيمبوزا.
تم إنشاء محمية كيمبوزا الوطنية للغابات في عام 1964. وهي معترف بها حاليًا على أنها الفئة الرابعة فئات المناطق المحمية وفق الاتحاد الدولي لحفظ الطبيعة منطقة إدارة الأنواع. المنطقة موطن لما لا يقل عن 226 نوعًا من الفقاريات، بما في ذلك 52 نوعًا من البرمائيات و174 من الثدييات. وقد وصفت بأنها أهم غابات الأراضي المنخفضة وأكثرها ثراءً بالأنواع الموجودة على الحجر الجيري في إفريقيا.
يمكن الوصول إلى الغابة بسهولة حيث يعبرها الطريق الرئيسي المؤدي من موروجورو إلى محمية سيلوس للحياة البرية. لديه مخيم مع المرافق الأساسية. تم إنشاء عدد من المسارات التي تقود الزائرين إلى مجموعة متنوعة من السمات البيئية والثقافية والمناظر الطبيعية.